# Détroit de Smith
Le détroit de Smith est un détroit entre l'île d'Ellesmere (Canada) et le Groenland.
Il est nommé d'après Thomas Smythe par son découvreur William Baffin en 1616.

## Histoire
Baffin découvre le détroit le 6 juillet 1616. Il le nomme en l'honneur de Thomas Smythe, premier gouverneur de la Compagnie des Indes orientales. Il y rencontre une tribu inuite mais il faudra attendre 1818 et le voyage de John Ross et William Edward Parry pour revoir la même tribu. 
Fin août 1852, Edward Inglefield retrouve l'entrée du détroit mais est bloqué par les glaces. En 1853, Elisha Kane tente d'atteindre le Pôle Nord par le détroit de Smith. Il y entre le 7 août 1853 et est bloqué par les glaces peu après le point où l'avait été Inglefield. Son lieutenant, William Morton, accompagné par l'inuit Hans Hendrik, avec un attelage tiré par des chiens, remonte le détroit jusqu'à découvrir une mer libre de glace (juin 1854).